# The Kitchen (kunstinstelling)
The Kitchen is een non-profit cultureel centrum voor multidisciplinaire avant-garde performance- en experimentele kunst, gevestigd in Manhattan (New York).

## Geschiedenis
The Kitchen werd in 1971 in Greenwich Village opgericht door Steina en Woody Vasulka, die gefrustreerd waren door het gebrek aan ruimte voor videokunst. De naam is afkomstig van de oorspronkelijke locatie, de keuken van het Mercer Arts Center, de enige beschikbare plek voor de kunstenaars om hun videowerken te vertonen. Hoewel The Kitchen aanvankelijk bedoeld was als locatie voor de tentoonstelling van videokunst, breidde het zijn activiteiten al snel uit naar andere kunstvormen en performances. In 1973 werd het een non-profitorganisatie. In 1974 verhuisde The Kitchen naar een gebouw in SoHo en in 1987 naar zijn huidige locatie in Manhattan.
De eerste muzikaal leider van The Kitchen was componist Rhys Chatham. De locatie werd bekend als een plek waar veel no wave-artiesten zoals Glenn Branca, Lydia Lunch en James Chance optraden. Bekende oud-leden van The Kitchen zijn onder meer Philip Glass, Laurie Anderson, Rocco Di Pietro, John Moran, Jay Scheib, Young Jean Lee's Theater Company, Peter Greenaway, Michael Nyman, Steve Reich, Pauline Oliveros, Gordon Mumma, Frederic Rzewski, Ridge Theater, The Future Sound of London, Leisure Class, Elliott Sharp, Brian Eno, Arthur Russell, Meredith Monk, Arleen Schloss, Vito Acconci, Keshavan Maslak, Elaine Summers, Lucinda Childs, Bill T. Jones, David Byrne/Talking Heads, chameckilerner, John Jasperse, Bryce Dessner, Nico Muhly, Dave Soldier, Soldier String Quartet, Komar and Melamid, ETHEL, Chris McIntyre, Sylvie Degiez, Wayne Lopes/CosmicLegends, Cindy Sherman en Swans.
Tegenwoordig zet The Kitchen zich in voor het bevorderen van experimenteel werk en richt het zich op het presenteren van opkomende kunstenaars, waarvan de meesten lokaal zijn. De faciliteiten omvatten een black-box-voorstellingsruimte met 155 zitplaatsen en een galerieruimte voor audiovisuele tentoonstellingen. The Kitchen presenteert interdisciplinair werk op het gebied van muziek, dans, performance, video, film, beeldende kunst en literatuur.